# Frank Fankhauser
Frank Fankhauser (* 28. Dezember 1964) ist ein ehemaliger deutscher Basketballspieler, der an 41 Bundesligaspielen teilnahm.

## Leben
Der 1,95 Meter große Flügelspieler, Spitzname „Haus“, wechselte 1988 vom TuS 82 Opladen, mit dem er in der 2. Basketball-Bundesliga gespielt hatte, zum Zweitligaaufsteiger Godesberger TV. Er trug als Leistungsträger und einem Durchschnitt von 18 Punkten je Begegnung dazu bei, dass Godesberg 1990 den Aufstieg in die Basketball-Bundesliga schaffte. 1990/91 trat Fankhauser mit der Mannschaft in der höchsten deutschen Spielklasse an, man verpasste 1991 jedoch den Klassenverbleib. In 41 Bundesliga-Einsätzen erreichte der Flügelspieler durchschnittlich 7,8 Punkte.
Aufgrund einer Knieverletzung verpasste er einen Großteil der Zweitligasaison 1991/92 und betreute die Godesberger zwischenzeitlich als Trainer. Fankhauser spielte bis 1995 für die Godesberger Vorgängermannschaft der Telekom Baskets Bonn in der 2. Bundesliga, deren Name in der Saison 1992/93 BG Bonn 92 und ab 1993 Post SV Telekom Bonn lautete.
1995 schloss er sich dem Regionalligisten DJK Köln-Nord an. Später war Fankhauser als Trainer unter anderem bei Union Opladen (2. Regionalliga) tätig.